# T-70
Le T-70 est un char soviétique de la Seconde Guerre mondiale.

## Présentation

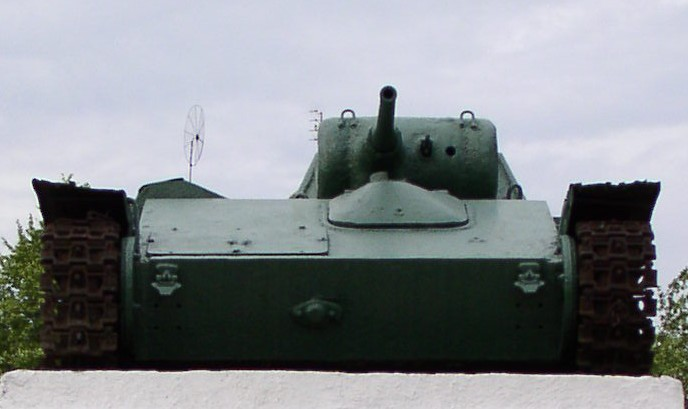
Monument en Biélorussie. Noter la tourelle excentrée.

Au cours du mois de janvier 1942, le bureau d'études de A. A. Astrov, conçut ce nouveau char pour prendre la relève du T-60 que sa puissance de feu et son faible blindage cantonnaient aux rôles de reconnaissance et de couverture. Le char emportait le canon de 45 mm conçu pour le T-50, son blindage augmentait, mais il pouvait encore être produit par des usines issues de l'industrie automobile.
Le châssis fut allongé, ce qui rendit nécessaire l'adjonction d'une nouvelle roue de route sur le train de roulement et la motorisation fut assurée par un groupage en tandem de deux moteurs GAZ-202 (versions du moteur 6 cylindres GAZ-11-73) de 70 ch, placé dans le côté droit de la caisse, le poste du conducteur et la tourelle occupant la gauche. Le résultat était un char puissant et facile à produire. Cependant, le principal défaut des chars légers soviétiques persistait, la tourelle était monoplace et le chef de char, surchargé de tâches, avait du mal à servir efficacement l'armenent principal.
La production fut lancée parallèlement au T-60, aux usines no 37 et 38 de Gorki et bientôt il supplanta ce dernier.
En septembre, le train de roulement fut renforcé, les chenilles s'élargirent à 300 mm, pour améliorer le comportement en terrain boueux et un an après, en septembre 1943, on monta un tandem de GAZ-203 développant 85 ch, chacun donnant naissance à la variante A. La dernière tentative, d'amélioration du modèle, conçue elle aussi en 1943, sous le nom de T-80. La motorisation était assurée par deux moteurs GAZ-80 de 85 ch et le blindage était renforcé, la masse passait à 11,6 tonnes, seulement 75 exemplaires furent produits.

## Les automoteurs dérivés
Depuis le début de la guerre contre l'Allemagne, le besoin d'automoteurs pour l'appui-feu de l'infanterie se faisait sentir au sein de l'Armée rouge, des expédients comme le SU-76P ne comblant que partiellement ce manque. Après plusieurs essais ratés à partir du T-60, le G.K.O. ordonna, le 19 octobre 1942, aux usines no 37 (GAZ) et no 38 de développer un automoteur sur la base du châssis du T-70 embarquant un canon ZIS-3. Les prototypes SU-12 (usine no 38) et GAZ-71 furent prêts le mois suivant et le 9 décembre, le premier fut choisi : la production de masse commença dès le 1er janvier suivant. Le SU-12 se distinguait du T-70 par l'installation en parallèle des deux moteurs et l'allongement de la caisse grâce à une sixième roue, ce qui permettait l'installation du canon et de ses deux servants dans une superstructure ouverte à l'arrière du véhicule.
Le 21 mars cependant, la production dut être arrêtée, à la suite de nombreuses pannes de transmission provoquées par le manque de synchronisation des moteurs. Il fut demandé de remédier au plus vite à ce défaut du fait de l'approche de l'été et de la programmation de grandes offensives, et dès le 17 mai, grâce à l'adjonction d'un embrayage entre les moteurs et la boîte et d'amortisseurs sur ceux-ci, le modèle amélioré SU-12M était prêt, et la production reprit aussitôt.
Durant l'été, les deux usines présentèrent plusieurs projets de modernisation :
- le prototype GAZ-74A de l'usine 37, armé d'un 76,2 mm S-1 et motorisé indifféremment par les diesels ZIS-16F, ZIS-80 ou américain du type « Giberson ».
- le SU-15 reprenant la caisse du SU-12 avec des moteurs GAZ-203 et un canon S-15.
- le SU-16 avec un habitacle fermé blindé à 45 mm sur le châssis du T-70 avec 5 roues.
- le SU-38  basé sur la même caisse, mais plus légèrement blindé.

Le SU-15 fut préféré, à la condition d'un allègement, pour résoudre les problèmes de fiabilité. En août, les modifications donnèrent naissance au SU-15M qui remplaça le SU-12M sur les chaînes de montage dès le 1er octobre. En décembre GAZ présenta un prototype GAZ-74B armé d'un ZIS-2 de 57 mm et en 1944 le GAZ-75 avec un D-5-S85A de 85 mm et un blindage frontal de 90 mm. Le dernier développement fut le ZSU-37 antiaérien qui fut produit après-guerre à 75 exemplaires.

## Variantes

Vue du côté d'un T-70.

- T-70M version avec châssis amélioré.
- T-80 version avec motorisation GAZ-203F (2 moteurs GAZ-80 (ou GAZ-11) de 85 ch), blindage renforcé, tourelle biplace avec une élévation du canon augmentée pour le combat urbain, 11,6 t.
- GAZ-71 prototype d'automoteur de l'usine no 37.
- SU-12 première version d'automoteur conçu à l'usine no 38 (350 exemplaires).
- SU-12M version améliorée, réglant en partie les problèmes de synchronisation des deux moteurs en parallèle.
- GAZ-74A prototype d'automoteur avec moteur diesel ZIS-16F ou ZIS-80 de 110 ch.
- SU-15 prototype d'automoteur avec moteurs GAZ-203 de 85 ch.
- SU-16 prototype d'automoteur avec habitacle fermé, blindé à 45 mm.
- SU-38 prototype d'automoteur avec habitacle fermé situé à l'avant du châssis.
- SU-76 automoteur avec obusier KT de 76,2 mm, produit à Léningrad en 1942 (320 ex).
- SU-76I version améliorée, temporaire en attendant la version M.
- SU-76M version améliorée avec le nouveau moteur du T-70, et suppression du toit du compartiment de combat  (13932 ex).
- SU-15M version allégée du SU-15, mise en production en octobre 1943.
- GAZ-74B prototype d'automoteur armé par un canon ZIS-2 de 57 mm.
- GAZ-75 prototype d'automoteur armé par un canon D-5-S85A de 85 mm.
- ZSU-37 automoteur antiaérien produit en 1945 et 1946, dérivé du SU-76M.

## Renseignements techniques
| Masse (t) | Longueur (m) | Largeur (m) | Hauteur (m) | Garde au sol (m) | Pression au sol (kg/cm²) | Puissance massique (cv/t) |
| 9,2       | 4,2          | 2,4         | 2,0         | 0,3              | 0,78                     | 15,2                      |

| Vitesse (km/h)               | Rayon d'action (km)            | Pente (°) | Obstacle vertical (m) | Coupure franche (m) | Gué (m) |
| 45 (route) 35 (tout-terrain) | 360 (route) 180 (tout terrain) | 34        | 0,7                   | 1,8                 | 0,9     |

| Arme            | Calibre (mm) | Munitions embarquées | Emplacement(s) | Débattement vertical (°) | Débattement horizontal (°) |
| Canon Mle38     | 45           | 94                   | Tourelle       | -6 à +20                 | 360                        |
| Mitrailleuse DT | 7,62         | 945                  | Coaxiale       | -6 à +20                 | 360                        |

| Désignation | Type       | Puissance (ch)    | Rapports de boîte  | Réservoir (l) | Consommation (l/100km)            |
| 2 X GAZ-202 | L6 essence | 70 à 2 800 tr/min | 4 avants 1 arrière | 440           | 120 (sur route) 240(tout-terrain) |

|         | Caisse | Superstructure | Tourelle |
| Avant   | 35/60  | 35/30          | 35/55    |
| Côtés   | 15/90  | 15/90          | 35/65    |
| Arrière | 15/50  | 15/50          | 35/60    |

| Radio | Optique de visée | Rotation de la tourelle | Équipage                                    |
| 9R    | PT-1 TOP         | Manuelle                | 2 hommes : Tireur/chef de char, conducteur. |